# Неготинска пешчара
Неготинска пешчара или Кобишничка–Неготинска пешчара је пешчара Дунавског слива Карпатске Србије у Неготинској Крајини, недалеко од друге пешчаре, Радујевачке.
Ова пешчара је у ширем контексту део ланца пешчара у микрорегиону источне Србије уз Дунав (види: Пешчара), ако се узме у обзир њихово слично порекло – еолско извејавање корита Дунава.
Административно се налази у Општини Неготин, а ситуирана је северно од реке Тимок на око 3 km западно од ушћа у Дунав. Пешчара покрива Кобишнички плато, уз државну границу са Бугарском, на тромеђу именодавног Неготина, Србова на северу, и Кобишнице на југу. Представља остатак старог корита Дунава на левој страни Јасеничке реке. Пешчара је приближно 15 km² површине а преко границе се с малим прекидом наставља у правцу места Балеј, Куделин и Врв у Бугарској, где постоји слична пешчара на знатно већој површини, са којом Неготинска у ширем географском смислу чини целину.

## Изглед, живи свет
Пешчаре су јединствене и представљају геолошку и биолошку вредност, нарочито њихова станишта са отвореним песком. Због тежње човека да покретни песак веже а и генерално, да сваки педаљ пејзажа уреди, данас имамо само мале фрагменте правих пешчара, али се и њихов песак копа и експлоатише.
Што се биљног покривача тиче, Неготинска пешчара је интензивно култивирана, и прекривена је плантажним виноградима и воћњацима од којих су неки запарложени, што помаже да се барем делимично поврати некадашњи природни изглед пешчаре. Пешчаних дина нема, релативне висинске разлике су у опсегу 10-15 m. Отвореног, покретног песка има само тамо где се песак експлоатише.